# Étang de Biguglia
De Étang de Biguglia (lokaal ook bekend als Chiurlinu) is een lagune in het noordoosten van Corsica. Het meer heeft een oppervlakte van 14,5 km² en is daarmee de grootste lagune van Corsica. Het ligt (van noord naar zuid) op het grondgebied van de gemeenten Furiani, Biguglia, Borgo en Lucciana.
De Étang de Biguglia wordt gevoed door vijf waterlopen en is dus een haf. Het gaat om de rivier Bevinco en de beken Borgogna, Pietre Turchine, Rasignani en Mormorana. In het noorden watert het meer via een kanaal af in de Tyrreense Zee. In het zuiden staat het meer via enkele kanalen in verbinding met de rivier Golo. De Étang de Biguglia is erg ondiep, gemiddeld anderhalve meter, en bevat brak water. In het meer lagen twee eilanden: Île des Pêcheurs in het noordoosten waarop een kleine versterking is gebouwd, Fortin de Biguglia, en Île San Damiano in het midden. Beide eilanden zijn door een weg verbonden met het vasteland. Het meer is gescheiden van de zee door een schoorwal, de Lido de la Marana, die nergens breder is dan een kilometer.

## Natuur
De Étang de Biguglia is belangrijk voor watervogels (meerkoet, tafeleend, kuifeend) en verder is er een populatie van de Europese moerasschildpad. Het meer ligt in een beschermd natuurgebied van 17,9 km²: Réserve naturelle de l'étang de Biguglia. 
Daarnaast wordt er ook gevist op het meer (100 ton per jaar) maar op een totaal van 20% van het meer mag niet gevist worden.

## Afbeeldingen

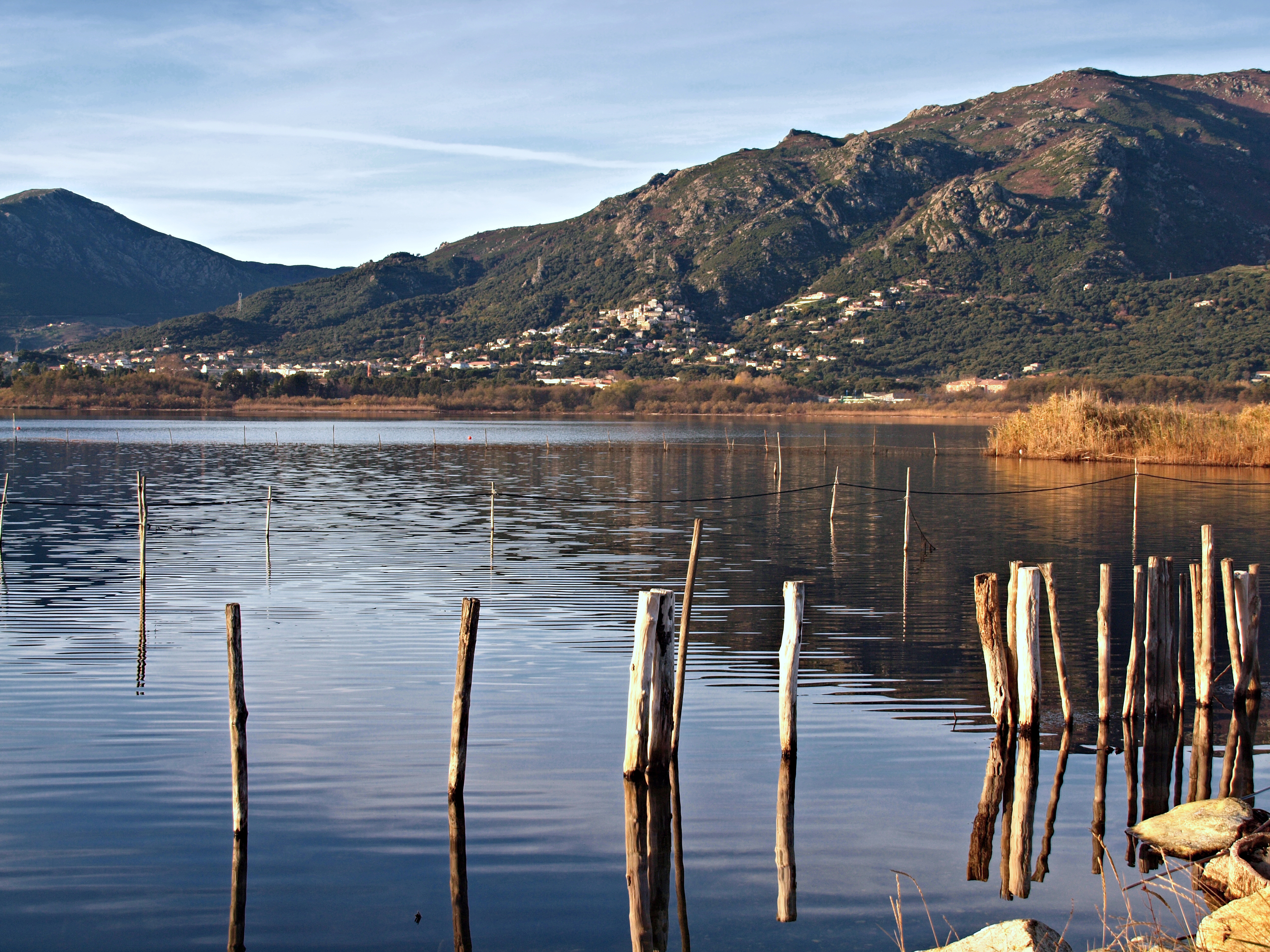
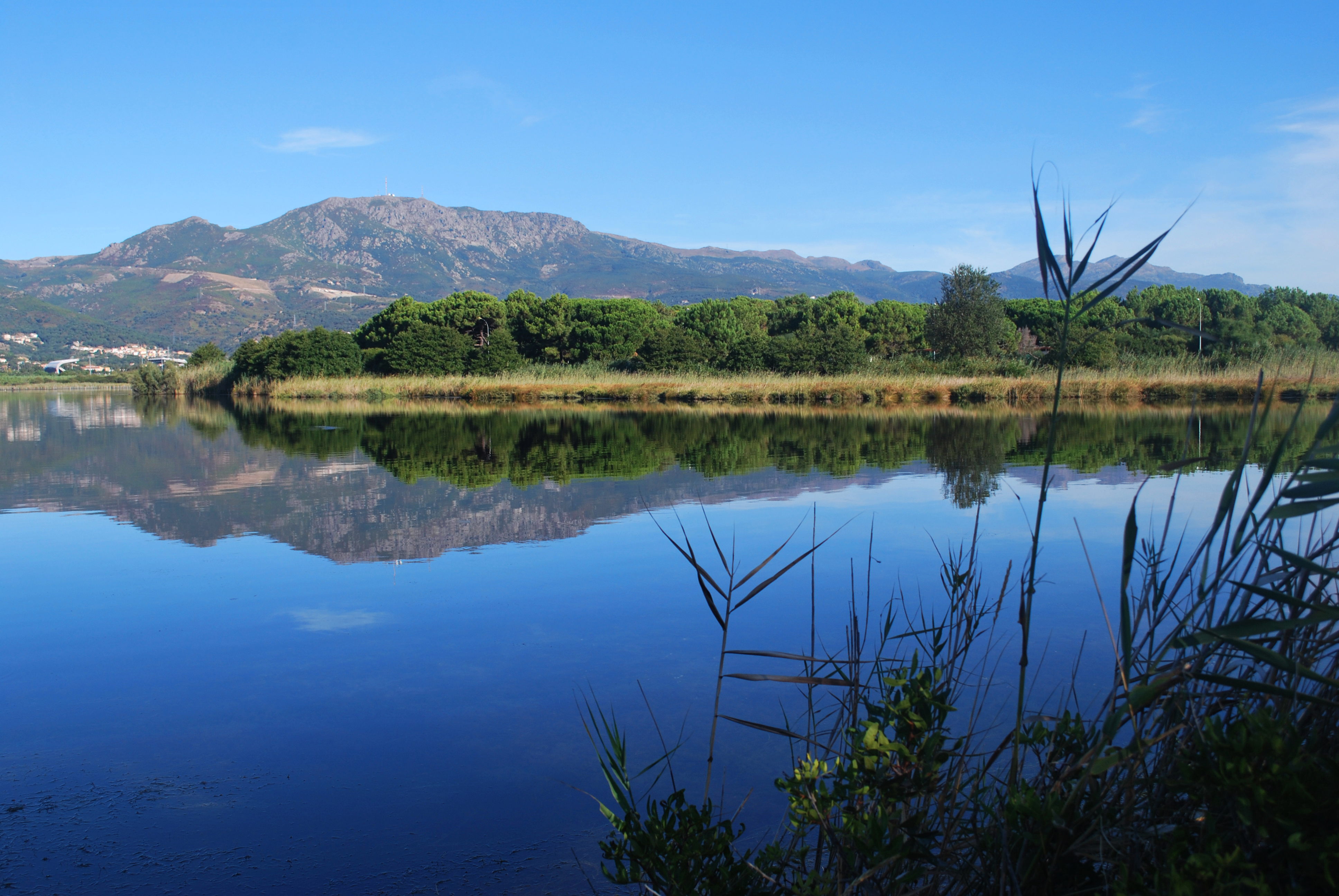
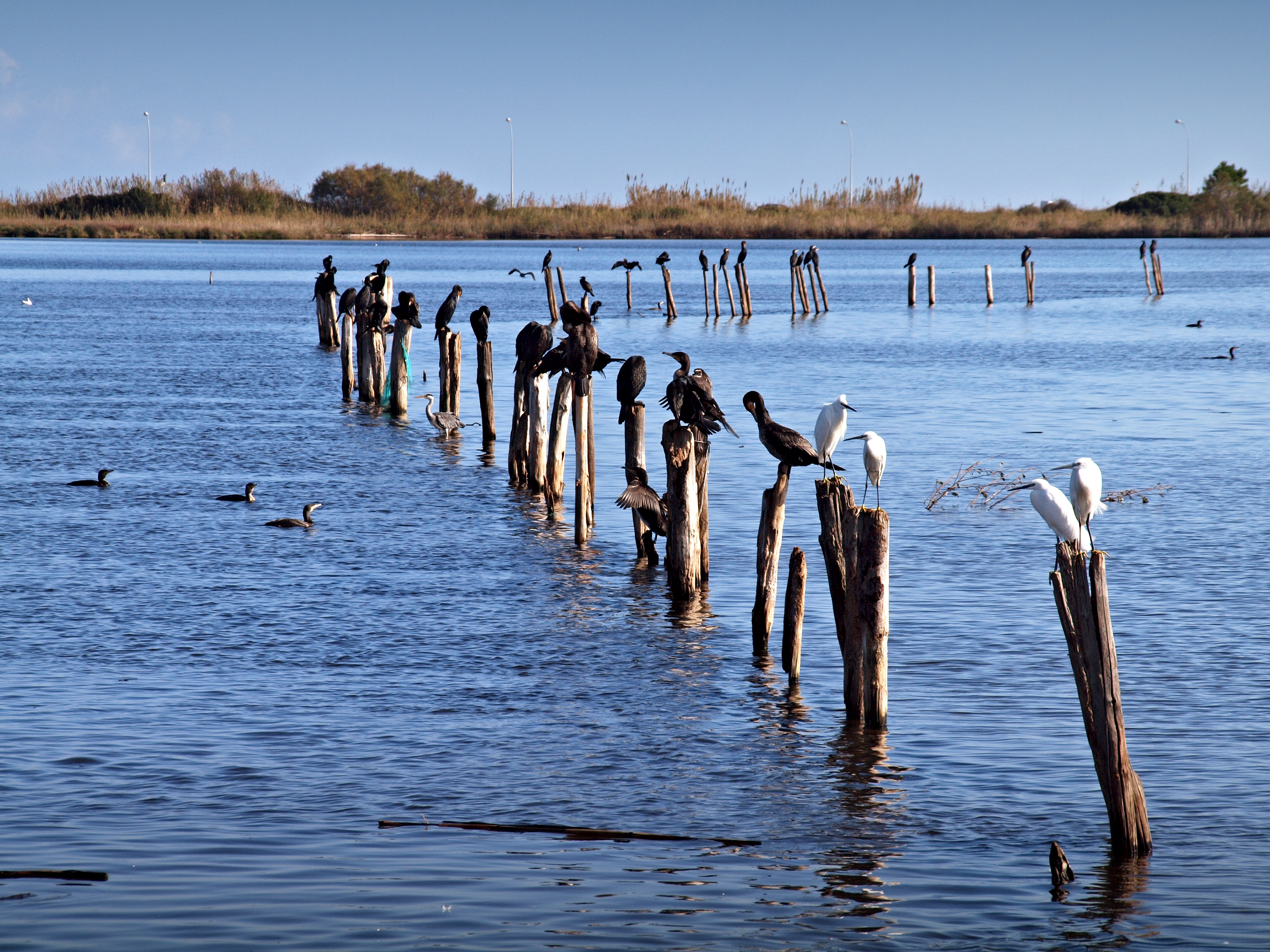
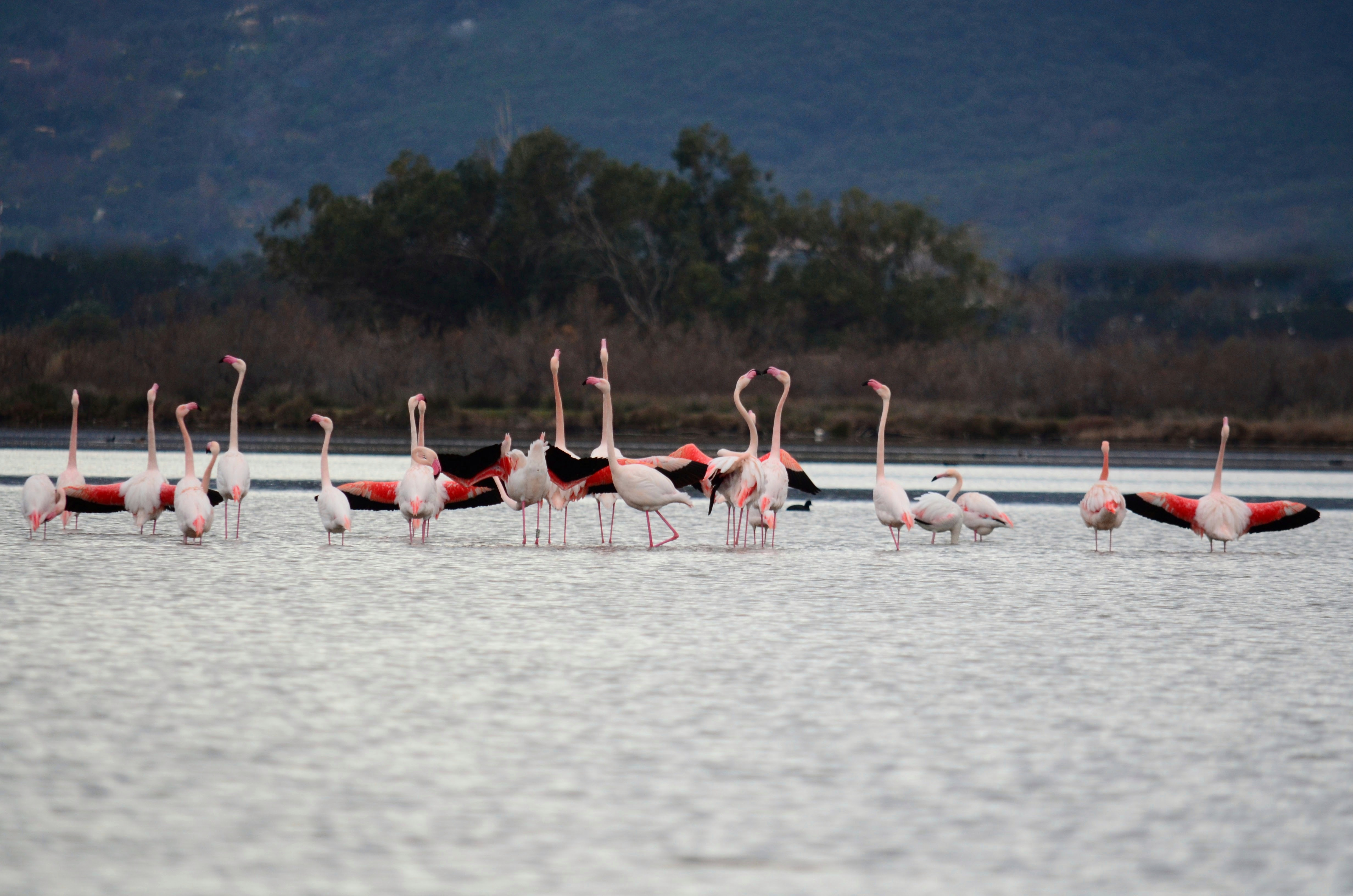
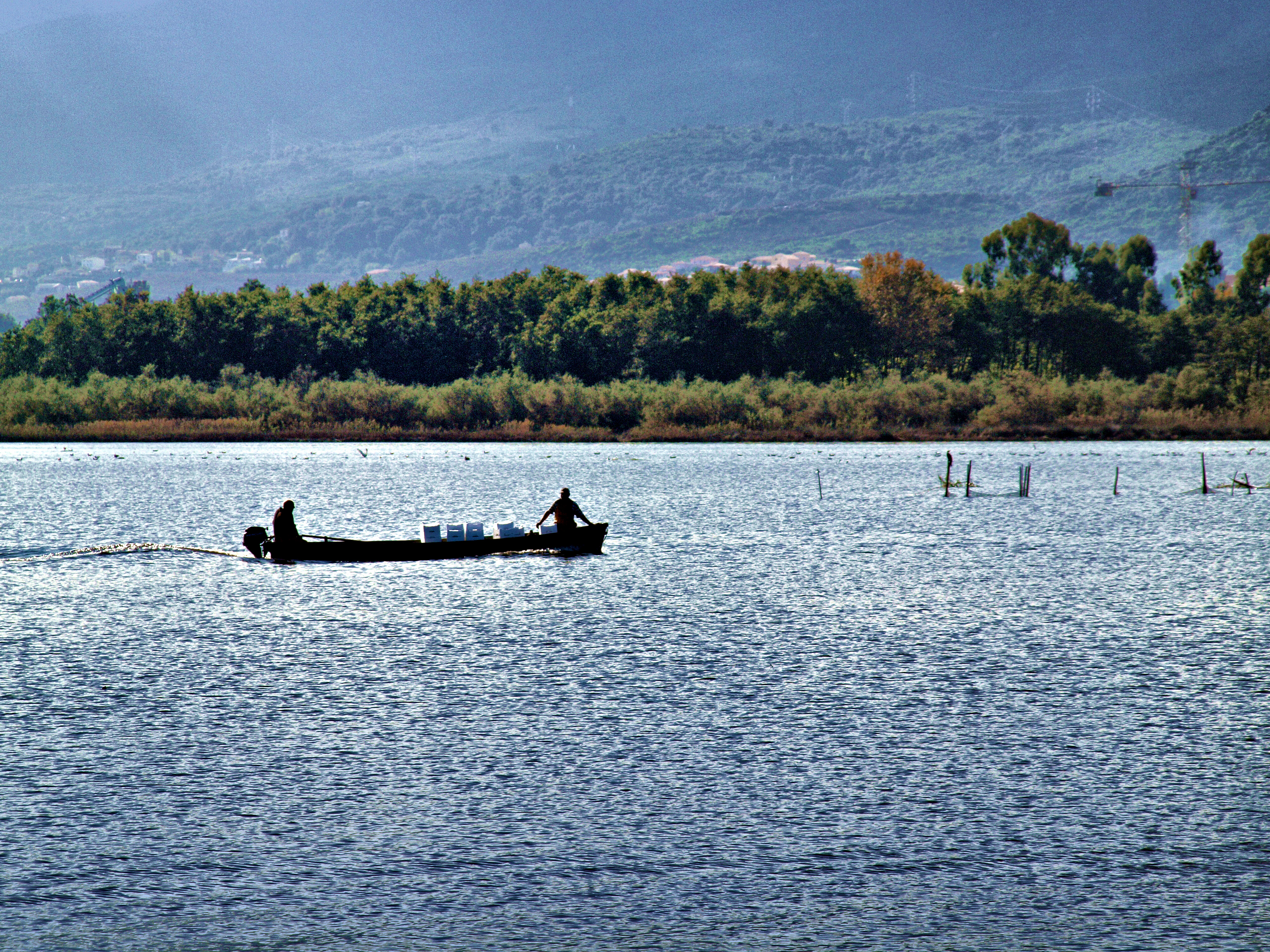